# Campeonato da LPGA
O Campeonato da LPGA (em inglês:  LPGA Championship) é um torneio feminino anual de golfe organizado pela LPGA como parte do Circuito LPGA. A norte-americana Beverly Hanson venceu a primeira edição do torneio, em 1955, e atual campeã é a canadense Brooke Henderson.

## Vencedoras
| Ano  | Campeã            | País           | Placar final | Campo                         |
| ---- | ----------------- | -------------- | ------------ | ----------------------------- |
| 2016 | Brooke Henderson  | Canadá         | 278 (−6)     | Sahalee Country Club          |
| 2015 | Inbee Park        | Coreia do Sul  | 273 (−19)    | Westchester Country Club      |
| 2014 | Inbee Park        | Coreia do Sul  | 277 (−11)    | Monroe Golf Club              |
| 2013 | Inbee Park        | Coreia do Sul  | 283 (−5)     | Locust Hill Country Club      |
| 2012 | Shanshan Feng     | China          | 282 (−6)     | Locust Hill Country Club      |
| 2011 | Yani Tseng        | Taiwan         | 269 (−19)    | Locust Hill Country Club      |
| 2010 | Cristie Kerr      | Estados Unidos | 269 (-19)    | Locust Hill Country Club      |
| 2009 | Anna Nordqvist    | Suécia         | 273 (-15)    | Bulle Rock Golf Course        |
| 2008 | Yani Tseng        | Taiwan         | 276 (-12)PO  | Bulle Rock Golf Course        |
| 2007 | Suzann Pettersen  | Noruega        | 274 (-14)    | Bulle Rock Golf Course        |
| 2006 | Se Ri Pak         | Coreia do Sul  | 280 (-8)PO   | Bulle Rock Golf Course        |
| 2005 | Annika Sörenstam  | Suécia         | 277 (-11)    | Bulle Rock Golf Course        |
| 2004 | Annika Sörenstam  | Suécia         | 271 (-13)    | DuPont Country Club           |
| 2003 | Annika Sörenstam  | Suécia         | 278 (-6)PO   | DuPont Country Club           |
| 2002 | Se Ri Pak         | Coreia do Sul  | 279 (-5)     | DuPont Country Club           |
| 2001 | Karrie Webb       | Austrália      | 270 (-14)    | DuPont Country Club           |
| 2000 | Juli Inkster      | Estados Unidos | 281 (-3)PO   | DuPont Country Club           |
| 1999 | Juli Inkster      | Estados Unidos | 268 (-16)    | DuPont Country Club           |
| 1998 | Se Ri Pak         | Coreia do Sul  | 273 (-11)    | DuPont Country Club           |
| 1997 | Christa Johnson   | Estados Unidos | 281 (-3)PO   | DuPont Country Club           |
| 1996 | Laura Davies      | Inglaterra     | 213 (E)      | DuPont Country Club           |
| 1995 | Kelly Robbins     | Estados Unidos | 274 (-10)    | DuPont Country Club           |
| 1994 | Laura Davies      | Inglaterra     | 279 (-5)     | DuPont Country Club           |
| 1993 | Patty Sheehan     | Estados Unidos | 275 (-9)     | Bethesda Country Club         |
| 1992 | Betsy King        | Estados Unidos | 267 (-17)    | Bethesda Country Club         |
| 1991 | Meg Mallon        | Estados Unidos | 274 (-10)    | Bethesda Country Club         |
| 1990 | Beth Daniel       | Estados Unidos | 280 (-4)     | Bethesda Country Club         |
| 1989 | Nancy Lopez       | Estados Unidos | 274 (-14)    | Jack Nicklaus Sports Center   |
| 1988 | Sherri Turner     | Estados Unidos | 281 (-7)     | Jack Nicklaus Sports Center   |
| 1987 | Jane Geddes       | Estados Unidos | 275 (-13)    | Jack Nicklaus Sports Center   |
| 1986 | Pat Bradley       | Estados Unidos | 277 (-11)    | Jack Nicklaus Sports Center   |
| 1985 | Nancy Lopez       | Estados Unidos | 275 (-15)    | Jack Nicklaus Sports Center   |
| 1984 | Patty Sheehan     | Estados Unidos | 272 (-16)    | Jack Nicklaus Sports Center   |
| 1983 | Patty Sheehan     | Estados Unidos | 279 (-9)     | Jack Nicklaus Sports Center   |
| 1982 | Jan Stephenson    | Austrália      | 279 (-9)     | Jack Nicklaus Sports Center   |
| 1981 | Donna Caponi      | Estados Unidos | 280 (-8)     | Jack Nicklaus Sports Center   |
| 1980 | Sally Little      | África do Sul  | 285 (-3)     | Jack Nicklaus Sports Center   |
| 1979 | Donna Caponi      | Estados Unidos | 279 (-9)     | Jack Nicklaus Sports Center   |
| 1978 | Nancy Lopez       | Estados Unidos | 275 (-13)    | Jack Nicklaus Sports Center   |
| 1977 | Chako Higuchi     | Japão          | 279 (-9)     | Bay Tree Golf Plantation      |
| 1976 | Betty Burfeindt   | Estados Unidos | 287 (-5)     | Pine Ridge Golf Course        |
| 1975 | Kathy Whitworth   | Estados Unidos | 288 (-4)     | Pine Ridge Golf Course        |
| 1974 | Sandra Haynie     | Estados Unidos | 287 (-5)     | Pleasant Valley Country Club  |
| 1973 | Mary Mills        | Estados Unidos | 288 (-4)     | Pleasant Valley Country Club  |
| 1972 | Kathy Ahern       | Estados Unidos | 293 (+1)     | Pleasant Valley Country Club  |
| 1971 | Kathy Whitworth   | Estados Unidos | 288 (-4)     | Pleasant Valley Country Club  |
| 1970 | Shirley Englehorn | Estados Unidos | 285 (-7)PO   | Pleasant Valley Country Club  |
| 1969 | Betsy Rawls       | Estados Unidos | 293 (+1)     | Concord Golf Course           |
| 1968 | Sandra Post       | Canadá         | 294 (+2)PO   | Pleasant Valley Country Club  |
| 1967 | Kathy Whitworth   | Estados Unidos | 284 (-8)     | Pleasant Valley Country Club  |
| 1966 | Gloria Ehret      | Estados Unidos | 282 (-2)     | Stardust Country Club         |
| 1965 | Sandra Haynie     | Estados Unidos | 279 (-5)     | Stardust Country Club         |
| 1964 | Mary Mills        | Estados Unidos | 278 (-6)     | Stardust Country Club         |
| 1963 | Mickey Wright     | Estados Unidos | 294 (+10)    | Stardust Country Club         |
| 1962 | Judy Kimball      | Estados Unidos | 282 (-2)     | Stardust Country Club         |
| 1961 | Mickey Wright     | Estados Unidos | 287 (+3)     | Stardust Country Club         |
| 1960 | Mickey Wright     | Estados Unidos | 292          | Sheraton Hotel Country Club   |
| 1959 | Betsy Rawls       | Estados Unidos | 287          | Sheraton Hotel Country Club   |
| 1958 | Mickey Wright     | Estados Unidos | 288          | Sheraton Hotel Country Club   |
| 1957 | Louise Suggs      | Estados Unidos | 285          | Churchill Valley Country Club |
| 1956 | Marlene Hagge     | Estados Unidos | 291PO        | Forest Lake Country Club      |
| 1955 | Beverly Hanson    | Estados Unidos | 220          | Orchard Ridge Country Club    |